# Zacosmia maculata
Zacosmia maculata är en biart som först beskrevs av Cresson 1879.  Zacosmia maculata ingår i släktet Zacosmia och familjen långtungebin.

## Underarter
Arten delas in i följande underarter:
- Z. m. desertorum
- Z. m. maculata